# Mount VX-6
Mount VX-6 ist ein unverwechselbarer, scharfgratiger und 2185 m hoher Berg im ostantarktischen Viktorialand. Er ragt 6,5 km nördlich des Minarett-Nunataks aus den Monument-Nunatakkern auf.
Kartiert wurde der Berg von einer von 1959 bis 1960 im Viktorialand tätigen Mannschaft des United States Antarctic Program. Diese benannten ihn nach der Flugstaffel VX-6 (ab dem 1. Januar 1969 als VXE-6 bezeichnet) der United States Navy, welche die Mannschaft logistisch unterstützte.